# حارة المرزوقي (التواهي)
حارة المرزوقي هي إحدى حارات حي 22 مايو الواقع بمديرية التواهي التابعة لمحافظة عدن، بلغ تعداد سكانها 840 نسمة حسب تعداد اليمن لعام 2004.